# Прапор штату Мен
Прапор Штату Мен (англ. Flag of Maine) — один з державних символів американського штату Мен.
Прапор являє собою синє прямокутне полотнище з розташованим в центрі гербом штату. Офіційного забарвлення у герба немає, тому можна зустріти різні варіанти прапора. Крім того, на офіційних заходах прапор повинен бути в жовтій (золотій) каймі, але це правило дотримується не завжди. Розміри сторін звичайно 3:5.
Нинішній варіант був прийнятий 23 лютого 1909 року.

## Гелерея

Попередній прапор Мену, 21 березня 1901 — 24 лютого 1909
Торговий і морський прапор штату
Прапор 20-го піхотного полку добровольців штату Мен часів  громадянської війни